# 第169歩兵師団 (ドイツ国防軍)
第169歩兵師団(ドイツ語: 169. Infanterie-Division)は、ドイツ国防軍陸軍に存在した歩兵師団である。

## 概要
第169歩兵師団は1939年に組織された。マンシュタイン計画に参加しており、1941年にフィンランド・ラッピ県へ移動するまではフランスに駐留していた。
第6SS山岳師団やフィンランド第6師団などとともに第36山岳軍団を構成し、7月1日に白海沿岸からカンダラクシャへの攻撃を開始した。ソビエト連邦とフィンランドの境界線であるサッラを横切るなどして侵攻したため、赤軍第122師団と激しく戦火を交えることとなった。なお一連の戦闘で第6SS山岳師団が壊滅し、撤退している。7月8日には第169歩兵師団がサッラを占領し、フィンランド第6師団とともに赤軍を冬戦争以前の境界まで押し戻すことに成功した。
第169歩兵師団はサッラに留まり続けたが、ラップランド戦争が勃発するとノルウェーへ撤退。最後はドイツへ移り、終戦まで戦い続けた。

## 歴代師団長
- フィリップ・ミュラー＝ゲプハルト中将：(1939年11月29日 ― 1939年12月1日)
- ハインリヒ・キルヒハイム中将：(1939年12月1日 ― 1941年2月1日)
- クルト・ディットマー中将：(1941年2月1日 ― 1941年9月29日)
- ヘルマン・ティッテル中将：(1941年9月29日 ― 1943年6月22日)
- ゲオルク・ラジェユ中将：(1943年6月22日 ― 不明)

## 構成
- 第378歩兵連隊
- 第379歩兵連隊
- 第392歩兵連隊
- 第230砲兵連隊
- 第230対戦車大隊
- 第230工兵大隊